# Pausa (Peru)
Pausa é uma cidade do Peru, situada na região do  Ayacucho. Capital da província de Paucar del Sara Sara, sua população em 2017 foi estimada em 2.457 habitantes.